# D.G.T. (Off and On)
A D.G.T. (Off and On) (magyarul: Ujjak (Ki és be), románul a degete jelenti az ujjakat) a román Theodor Andrei dala, mellyel Romániát képviselte a 2023-as Eurovíziós Dalfesztiválon Liverpoolban. A dal 2023. február 11-én, a román nemzeti döntőben, a Selecția Naționalăban megszerzett győzelemmel érdemelte ki a dalversenyen való indulás jogát.

## Eurovíziós Dalfesztivál
A dal 2022. december 16-án jelent meg, majd egy nappal később a Televiziunea Română bejelentette, hogy az énekes is bekerült a 2023-as Selecția Națională mezőnyébe. A dal február 11-én megnyerte a nemzeti döntőt, ahol csak a nézői szavazatok alakították ki a végeredményt, így az alábbi dallal képviseli Romániát az Eurovíziós Dalfesztiválon.
A dalfesztivál előtt a moldáv nemzeti döntőben, Amszterdamban és Londonban eurovíziós rendezvényeken népszerűsítette versenydalát.
A dalt először a május 11-én rendezett második elődöntőben fellépési sorrendben harmadikként adja elő az Észtországot képviselő Alika Bridges című dala után és az Örményországot képviselő Brunette Future Lover című dala előtt. Az elődöntőben a nézői szavazatok pontjai alapján nem került be a dal a május 13-án megrendezésre került döntőbe.

### Kapott pontok
Második elődöntő
| Szavazat | Össz | Szavazó országok | Szavazó országok | Szavazó országok | Szavazó országok | Szavazó országok | Szavazó országok | Szavazó országok | Szavazó országok | Szavazó országok | Szavazó országok | Szavazó országok | Szavazó országok | Szavazó országok | Szavazó országok | Szavazó országok | Szavazó országok   | Szavazó országok | Szavazó országok | Szavazó országok    |
| Szavazat | Össz | Dánia            | Örményország     | Észtország       | Belgium          | Ciprus           | Izland           | Görögország      | Lengyelország    | Szlovénia        | Grúzia           | San Marino       | Ausztria         | Albánia          | Litvánia         | Ausztrália       | Egyesült Királyság | Spanyolország    | Ukrajna          | A Világ többi része |
| -------- | ---- | ---------------- | ---------------- | ---------------- | ---------------- | ---------------- | ---------------- | ---------------- | ---------------- | ---------------- | ---------------- | ---------------- | ---------------- | ---------------- | ---------------- | ---------------- | ------------------ | ---------------- | ---------------- | ------------------- |
| Nézők    | 0    |                  |                  |                  |                  |                  |                  |                  |                  |                  |                  |                  |                  |                  |                  |                  |                    |                  |                  |                     |